# NGC 3274
NGC 3274 è una galassia a spirale barrata (SBcd) situata nella costellazione del Leone alla distenza di 37 milioni di anni luce dalla Terra. Ha un diametro di oltre 32.000 anni luce.
Il telescopio spaziale Hubble ne ha raccolto l'immagine che evidenzia la presenza, sul bordo del disco galattico, di numerosi "spot" di colore blu per l'intensa attività di formazione stellare. L'immagine di Hubble ha anche colto sullo sfondo la presenza della galassia PGC 213714 che si trova molto più distante, a circa 1,090 miliardi di anni luce.